# Лупшану (комуна)
Лупшану (рум. Lupșanu) — комуна у повіті Келераш в Румунії. До складу комуни входять такі села (дані про населення за 2002 рік):
- Валя-Русулуй (81 особа)
- Лупшану (694 особи)
- Нучету (808 осіб)
- Плевна (795 осіб)
- Раду-Воде (1460 осіб)

Комуна розташована на відстані 64 км на схід від Бухареста, 39 км на північний захід від Келераші, 139 км на захід від Констанци, 145 км на південний захід від Галаца.

## Населення
За даними перепису населення 2002 року у комуні проживали 3838 осіб.
Національний склад населення комуни:
| Національність   | Кількість осіб | Відсоток |
| ---------------- | -------------- | -------- |
| румуни           | 3773           | 98,3%    |
| цигани           | 61             | 1,6%     |
| росіяни-липовани | 2              | 0,1%     |
| болгари          | 1              | < 0,1%   |
| греки            | 1              | < 0,1%   |

Рідною мовою назвали:
| Мова      | Кількість осіб | Відсоток |
| --------- | -------------- | -------- |
| румунська | 3802           | 99,1%    |
| циганська | 35             | 0,9%     |
| російська | 1              | < 0,1%   |

Склад населення комуни за віросповіданням:
| Релігія       | Кількість осіб | Відсоток |
| ------------- | -------------- | -------- |
| православні   | 3809           | 99,2%    |
| адвентисти    | 22             | 0,6%     |
| римо-католики | 4              | 0,1%     |
| п'ятдесятники | 2              | 0,1%     |
| лютерани      | 1              | < 0,1%   |